# Enchéléiens

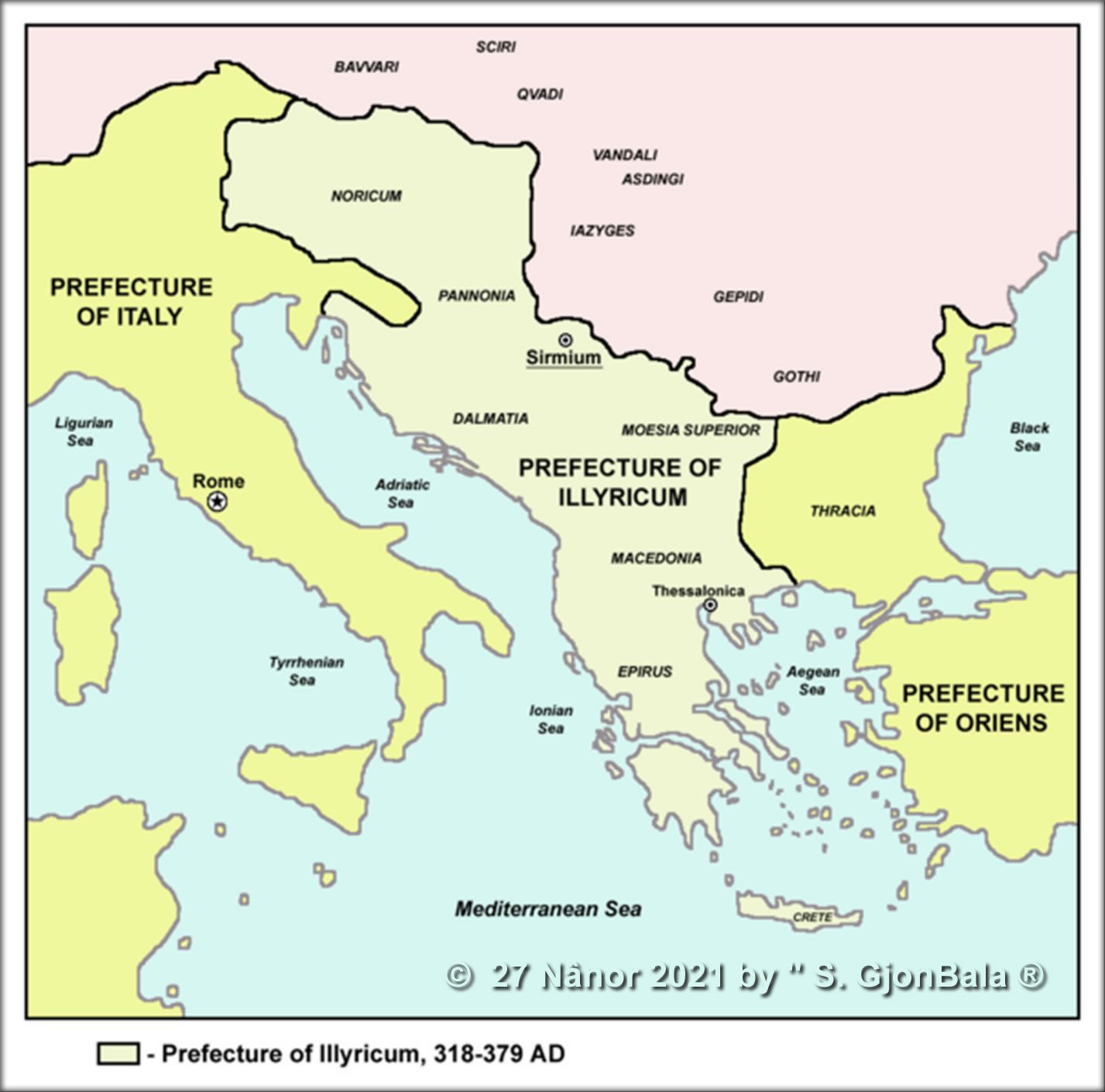
Carte de la préfecture d'Illyrie en 318-329 apr. J.-C.

Les Enchéléiens sont une tribu illyrienne implantée dans la basse Antiquité aux alentours de Mirdita, dans le nord de l’actuelle Albanie.
Enkelejd (enkèleïd) est un prénom albanais ayant pour origine le nom de la tribu des Enchéléiens[réf. nécessaire].